# Gobernación de Al Bayda'
La gobernación de Al Bayda', Al-Baidhah o Beida (en árabe: البيضاء) es uno de los 19 estados de Yemen. Situada en el centro del país su capital es la ciudad de Al Bayda.
Tiene una población de 571.778 habitantes (según el censo yemení de 2004).